# 713. pehotna divizija (Wehrmacht)
713. pehotna divizija (izvirno nemško 713. Infanterie-Division; kratica 713ID) je bila pehotna divizija Heera v času druge svetovne vojne.

## Zgodovina
Divizija je bila ustanovljena 2. maja 1941 kot zasedbena divizija 15. vala. 15. januarja 1942 je bil divizija razpuščena.

## Vojna služba
| Datum          | Delovanje       | Korpus             | Armada     | Armadna skupina           | Področje            |
| maj 1941       | v ustanavljanju |                    |            |                           | 13. vojaško okrožje |
| julij 1941     |                 |                    |            | OKH                       | 13. vojaško okrožje |
| september 1941 |                 | 18. armadni korpus | 12. armada | Armadna skupina Jugovzhod | Grčija              |
| oktober 1941   |                 | za posebne namene  | 12. armada | Armadna skupina Jugovzhod | Kreta               |
| januar 1942    | razpustitev     |                    |            |                           | Kreta               |

## Organizacija
1942
- 733. pehotni polk
- 746. pehotni polk
- 653. artilerijski bataljon
- 713. divizijske enote

## Pripadniki
Divizijski poveljniki
| 1. | Generalmajor Franz Fehn |  | (3. maj 1941 – 15. januar 1942) |